# Lagos Open 1980
Il Lagos Open 1980 è stato un torneo di tennis giocato sulla terra rossa. È stata la 4ª edizione del torneo che fa parte del Volvo Grand Prix 1980. Si è giocato a Lagos in Nigeria dal 18 al 24 febbraio 1980.

## Campioni

### Singolare maschile
Peter Feigl ha battuto in finale  Harry Fritz con il punteggio di 6–2, 6–3, 6–2

### Doppio maschile
Tony Graham /  Bruce Nichols hanno battuto in finale  Kjell Johansson /  Leo Palin con il punteggio di 6–3, 0–6, 6–3